# Stockholm, South Dakota
Stockholm är ett samhälle i delstaten South Dakota, USA. Stockholm ligger i Grant County. 
Stockholm har ett café, några butiker och ett postkontor.